# Oxyna tarbagatajensis
Oxyna tarbagatajensis är en tvåvingeart som beskrevs av Valery Korneyev 1990. Oxyna tarbagatajensis ingår i släktet Oxyna och familjen borrflugor. Inga underarter finns listade i Catalogue of Life.